# Maryland kormányzóinak listája
Ez a lista az Amerikai Egyesült Államok Maryland államának kormányzóit sorolja föl. 1629-ben George Calvert, Baltimore első lordja, miután nem sikerült kolóniát alapítania Új-Fundlandon, I. Károlyhoz fordult újabb királyi okiratért, hogy kolóniát alapíthasson az Újvilágban. Calvert érdeklődése az Újvilág iránt katolicizmusából fakadt: szeretett volna menedéket biztosítani a katolikusoknak az Amerikai földrészen. Ezen felül, hallott a virginiai dohányból származó hatalmas bevételekről, és remélte, hogy az új kolónia majd fedezi a korábbi, újfundlandi sikertelenségével elvesztett jelentős összeget. George Calvert meghalt 1632-ben, de a királyi okiratot kiadták, fia, Cecil Calvert, Baltimore második bárójának nevére, felhatalmazva hogy alapítson kolóniát Terra Mariae (Maryland; Mária földje) néven. A kolóniát Henrietta Máriáról, I. Károly feleségéről nevezték el. Leonardot, Cecil testvérét bízták meg az expedícióval, mert Cecil nem akart útra kelni. A Marylandbe települők többsége szerződéses szolga volt (akik cserébe az utazás költségeiért bizonyos időre az őket az Újvilágba hozó gazdag földesurat szolgálták).
Miután Virginia az anglikán irányzatot tette meg állami vallássá, számos puritán vándorolt át Marylandbe, ahol települést alapítottak Provence néven (ma Annapolis). 1650-ben a puritánok fellázadtak az állam vezetői ellen és felállítottak egy saját kormányt, mely mind a katolicizmust, mind az anglikanizmust törvényen kívül helyezte. 1654-ben Cecil Calvert hadsereget küldött a puritánok ellen, de elveszítették a severni csatát Annapolis mellett. A lázadás 1658-ig tartott, ez alatt az idő alatt az állam szinte összes katolikus templomát lerombolták. Amikor Angliában Orániai Vilmos lett a király és az általa is támogatott türelmi rendeletből kizárták a katolikusokat, Maryland betiltotta a katolicizmust; a tilalmat egészen a polgárháború végéig fenntartották.
Maryland egyike volt annak a 13 államnak, melyek fellázadtak a brit uralom ellen és a hetedik állam volt (1788. április 28-án), amely elfogadta az új alkotmányt. 1790-ben Maryland George Washington kérésére területe egy részét szövetségi hatalom alá rendelte, itt alakították ki Washingtont.
A kormányzói széket négy évre lehet elnyerni, s egy alkalommal az adott személy újraválasztható.
Jelenleg a 63. kormányzó, a Demokrata Párthoz tartozó Wes Moore tölti be a tisztséget 2023. január 18. óta. A helyettes kormányzó a szintén demokrata Aruna Miller.

## Párthovatartozás
| Párt | Párt                   | Kormányzók |
| ---- | ---------------------- | ---------- |
|      | Demokrata              | 28         |
|      | Republikánus           | 7          |
|      | Demokrata-republikánus | 11         |
|      | Föderalista            | 9          |
|      | Whig                   | 3          |
|      | Jackson-ellenes        | 2          |
|      | Amerika párt           | 1          |
|      | Unionista              | 1          |
| FÜGG | Független              | 4          |

## Maryland koloniális kormányzói
| #                  | Kép       | Kormányzó                            | Hivatali idő kezdete | Hivatali idő vége |
| ------------------ | --------- | ------------------------------------ | -------------------- | ----------------- |
| 1                  | LCalvert  | Leonard Calvert                      | 1634                 | 1647              |
| 2                  |           | Thomas Greene                        | 1647                 | 1649              |
| 3                  | Stone     | William Stone                        | 1649                 | 1656              |
| 4                  |           | Lieutenant-General Josias Fendall    | 1657                 | 1660              |
| 5                  |           | Phillip Calvert                      | 1660                 | 1660              |
| 6                  | CCalvert  | Charles Calvert, Baltimore 2. bárója | 1661                 | 1676              |
| 7                  |           | Jesse Wharton                        | 1676                 | 1676              |
| 8                  |           | Thomas Notley                        | 1676                 | 1679              |
| 9                  | CCalvert  | Charles Calvert, Baltimore 3. bárója | 1679                 | 1684              |
| 10                 |           | Benedict Calvert                     | 1684                 | 1688              |
| 11                 |           | William Joseph                       | 1688                 | 1689              |
| Puritán vezetők    |           |                                      |                      |                   |
| 1                  |           | John Coode                           | 1689                 | 1690              |
| 2                  |           | Nehemiah Blakiston                   | 1691                 | 1692              |
| Királyi kormányzók |           |                                      |                      |                   |
| 1                  |           | Sir Lionel Copley                    | 1692                 | 1693              |
| 2                  |           | Sir Thomas Lawrence                  | 1693                 | 1694              |
| 3                  | Andros    | Sir Edmund Andros                    | 1693                 | 1693              |
| 4                  |           | Nicholas Greenberry                  | 1693                 | 1694              |
| 5                  | Andros    | Sir Edmund Andros                    | 1694                 | 1694              |
| 6                  |           | Sir Thomas Lawrence                  | 1694                 | 1694              |
| 7                  | Nicholson | Francis Nicholson                    | 1694                 | 1699              |
| 8                  |           | Nathaniel Blakiston                  | 1699                 | 1702              |
| 9                  |           | Thomas Tench                         | 1702                 | 1704              |
| 10                 |           | John Seymour                         | 1704                 | 1709              |
| 11                 |           | Edward Lloyd                         | 1709                 | 1714              |
| 12                 |           | John Hart                            | 1714                 | 1715              |
| Kormányzók         |           |                                      |                      |                   |
| 1                  |           | John Hart                            | 1715                 | 1720              |
| 2                  |           | Colonel Thomas Brooke, Jr.           | 1720                 | 1720              |
| 3                  |           | Charles Calvert                      | 1720                 | 1727              |
| 4                  |           | Benedict Leonard Calvert             | 1727                 | 1731              |
| 5                  |           | Samuel Ogle                          | 1731                 | 1732              |
| 6                  | CCalvert5 | Charles Calvert, Baltimore 5. bárója | 1732                 | 1733              |
| 7                  |           | Samuel Ogle                          | 1733                 | 1742              |
| 8                  |           | Sir Thomas Bladen                    | 1742                 | 1746/47           |
| 9                  |           | Samuel Ogle                          | 1746/47              | 1752              |
| 10                 |           | Benjamin Tasker                      | 1752                 | 1753              |
| 11                 |           | Horatio Sharpe                       | 1753                 | 1769              |
| 12                 | Eden      | Sir Robert Eden, Maryland 1. bárója  | 1769                 | 1776              |

## Maryland szövetségi állam kormányzói
| Maryland kormányzóinak listája | Maryland kormányzóinak listája | Maryland kormányzóinak listája | Maryland kormányzóinak listája | Maryland kormányzóinak listája | Maryland kormányzóinak listája    | Maryland kormányzóinak listája | Maryland kormányzóinak listája | Maryland kormányzóinak listája |
| #                              | Kép                            | Kormányzó                      | Hivatali idő kezdete           | Hivatali idő vége              | Párt                              | Korábbi választott (szövetségi) tisztségei | Helyettes                      | Helyettes                      |
| ------------------------------ | ------------------------------ | ------------------------------ | ------------------------------ | ------------------------------ | --------------------------------- | --- | ------------------------------ | ------------------------------ |
| 1                              | Johnson                        | Thomas Johnson                 | 1777. március 21.              | 1779. november 12.             | FÜGG                              | A Legfelsőbb bíróság bírája (1791–1793) | nem volt                       | nem volt                       |
| 2                              |                                | Thomas Sim Lee                 | 1779. november 12.             | 1782. november 22.             |                                   | | nem volt                       | nem volt                       |
| 3                              | Paca                           | William Paca                   | 1782. november 22.             | 1785. november 26.             | FÜGG                              | | nem volt                       | nem volt                       |
| 4                              | Smallwood                      | William Smallwood              | 1785. november 26.             | 1788. november 24.             | FÜGG                              | | nem volt                       | nem volt                       |
| 5                              | Howard                         | John Eager Howard              | 1788. november 24.             | 1791. november 14.             |                                   | Az Amerikai Egyesült Államok szenátusának tagja (1796–1803) Az Az Amerikai Egyesült Államok Szenátusának pro tempore elnöke (1800) | nem volt                       | nem volt                       |
| 6                              | Plater                         | George Plater                  | 1791. november 14.             | 1792. február 10.              | FÜGG                              | | nem volt                       | nem volt                       |
|                                |                                | James Brice                    | 1792. február 13.              | 1792. április 5.               |                                   | | nem volt                       | nem volt                       |
| 2                              |                                | Thomas Sim Lee                 | 1792. április 5.               | 1794. november 14.             |                                   | | nem volt                       | nem volt                       |
| 7                              | Stone                          | John Hoskins Stone             | 1794. november 14.             | 1797. november 17.             |                                   | | nem volt                       | nem volt                       |
| 8                              |                                | John Henry                     | 1797. november 17.             | 1798. november 14.             |                                   | Az Amerikai Egyesült Államok szenátusának tagja (1789–1797) | nem volt                       | nem volt                       |
| 9                              |                                | Benjamin Ogle                  | 1798. november 14.             | 1801. november 10.             |                                   | | nem volt                       | nem volt                       |
| 10                             | Mercer                         | John Francis Mercer            | 1801. november 10.             | 1803. november 15.             |                                   | Az Amerikai Egyesült Államok Kongresszusának tagja (1792–1794) | nem volt                       | nem volt                       |
| 11                             | Bowie                          | Robert Bowie                   | 1803. november 15.             | 1806. november 12.             |                                   | | nem volt                       | nem volt                       |
| 12                             | Wright                         | Robert Wright                  | 1806. november 12.             | 1809. június 9.                |                                   | Az Amerikai Egyesült Államok szenátusának tagja (1801–1806) Az Amerikai Egyesült Államok Kongresszusának tagja (1810–1817; 1821–1823) | nem volt                       | nem volt                       |
| 13                             | Lloyd                          | Edward Lloyd                   | 1809. június 9.                | 1811. november 16.             |                                   | Az Amerikai Egyesült Államok Kongresszusának tagja (1807–1809) Az Amerikai Egyesült Államok szenátusának tagja (1819–1826) | nem volt                       | nem volt                       |
| 11                             | Bowie                          | Robert Bowie                   | 1811. november 16.             | 1812. november 25.             |                                   | | nem volt                       | nem volt                       |
| 14                             | Winder                         | Levin Winder                   | 1812. november 25.             | 1816. január 2.                |                                   | | nem volt                       | nem volt                       |
| 15                             | Ridgely                        | Charles Carnan Ridgely         | 1816. január 2.                | 1819. január 8.                |                                   | | nem volt                       | nem volt                       |
| 16                             | Goldsborough                   | Charles Goldsborough           | 1819. január 8.                | 1819. december 20.             |                                   | Az Amerikai Egyesült Államok Kongresszusának tagja (1805-1817) | nem volt                       | nem volt                       |
| 17                             | Sprigg                         | Samuel Sprigg                  | 1819. december 20.             | 1822. december 16.             | [ 23 ]                            | | nem volt                       | nem volt                       |
| 18                             | Stevens                        | Samuel Stevens, Jr.            | 1822. december 16.             | 1826. január 9.                |                                   | | nem volt                       | nem volt                       |
| 19                             | Kent                           | Joseph Kent                    | 1826. január 9.                | 1829. január 15.               | [ 26 ]                            | Az Amerikai Egyesült Államok Kongresszusának tagja (1811-1815; 1819-1826) Az Amerikai Egyesült Államok szenátusának tagja (1833–1837) | nem volt                       | nem volt                       |
| 20                             |                                | Daniel Martin                  | 1829. január 15.               | 1830. január 15.               | [ 28 ]                            | | nem volt                       | nem volt                       |
| 21                             | Carroll                        | Thomas King Carroll            | 1830. január 15.               | 1831. január 13.               |                                   | | nem volt                       | nem volt                       |
| 20                             |                                | Daniel Martin                  | 1831. január 13.               | 1831. július 11.               | [ 28 ]                            | | nem volt                       | nem volt                       |
| 22                             | Howard                         | George Howard                  | 1831. július 11.               | 1833. január 17.               | [ 28 ]                            | | nem volt                       | nem volt                       |
| 23                             | Thomas                         | James Thomas                   | 1833. január 17.               | 1836. január 14.               |                                   | | nem volt                       | nem volt                       |
| 24                             | Veazey                         | Thomas W. Veazey               | 1836. január 14.               | 1839. január 7.                |                                   | | nem volt                       | nem volt                       |
| 25                             | Grason                         | William Grason                 | 1839. január 7.                | 1842. január 3.                | [ 8 ]                             | | nem volt                       | nem volt                       |
| 26                             | Thomas                         | Francis Thomas                 | 1842. január 3.                | 1845. január 6.                |                                   | Az Amerikai Egyesült Államok Kongresszusának tagja (1831–1841; 1861–1869) Az Amerikai Egyesült Államokat képviselő miniszter Peruban (1872–1875) | nem volt                       | nem volt                       |
| 27                             | Pratt                          | Thomas Pratt                   | 1845. január 6.                | 1848. január 3.                | [ 36 ]                            | Az Amerikai Egyesült Államok szenátusának tagja (1850–1857) | nem volt                       | nem volt                       |
| 28                             | Thomas                         | Philip F. Thomas               | 1848. január 3.                | 1851. január 6.                |                                   | Az Amerikai Egyesült Államok Kongresszusának tagja (1839-1841; 1875-1877) Az Amerikai Egyesült Államok pénzügyi államtitkára (1860-1861) | nem volt                       | nem volt                       |
| 29                             |                                | Enoch Louis Lowe               | 1851. január 6.                | 1854. január 11.               |                                   | | nem volt                       | nem volt                       |
| 30                             | Ligon                          | Thomas W. Ligon                | 1854. január 11.               | 1858. január 13.               |                                   | Az Amerikai Egyesült Államok Kongresszusának tagja (1845-1849) | nem volt                       | nem volt                       |
| 31                             | Hicks                          | Thomas H. Hicks                | 1858. január 13.               | 1862. január 8.                | [ 41 ]                            | Az Amerikai Egyesült Államok szenátusának tagja (1862–1865) | nem volt                       | nem volt                       |
| 32                             | Bradford                       | Augustus Bradford              | 1862. január 8.                | 1866. január 10.               |                                   | | Christopher C. Cox (1865-1868) |                                |
| 33                             | Swann                          | Thomas Swann                   | 1866. január 10.               | 1869. január 13.               | [ 45 ]                            | Az Amerikai Egyesült Államok Kongresszusának tagja (1869-1879) | Christopher C. Cox (1865-1868) |                                |
| 34                             | Bowie                          | Oden Bowie                     | 1869. január 13.               | 1872. január 10.               |                                   | | nem volt                       | nem volt                       |
| 35                             | Whyte                          | William Pinkney Whyte          | 1872. január 10.               | 1874. március 4.               |                                   | Az Amerikai Egyesült Államok szenátusának tagja (1868–1869; 1875–1881; 1906–1908) | nem volt                       | nem volt                       |
| 36                             | Groome                         | James B. Groome                | 1874. március 4.               | 1876. január 12.               |                                   | Az Amerikai Egyesült Államok szenátusának tagja (1879–1885) | nem volt                       | nem volt                       |
| 37                             | Carroll                        | John Lee Carroll               | 1876. január 12.               | 1880. január 14.               |                                   | | nem volt                       | nem volt                       |
| 38                             | Hamilton                       | William T. Hamilton            | 1880. január 14.               | 1884. január 9.                |                                   | Az Amerikai Egyesült Államok Kongresszusának tagja (1849–1855) Az Amerikai Egyesült Államok szenátusának tagja (1869–1875) | nem volt                       | nem volt                       |
| 39                             | McClane                        | Robert Milligan McLane         | 1884. január 9.                | 1885. március 27.              |                                   | Az Amerikai Egyesült Államok Kongresszusának tagja (1847–1851; 1879–1883) Az Amerikai Egyesült Államok nagykövete Kínában (1853–1854) Az Amerikai Egyesült Államok nagykövete Mexikóban (1859–1860) Az Amerikai Egyesült Államok nagykövete Franciaországban (1885–1889) | nem volt                       | nem volt                       |
| 40                             | Lloyd                          | Henry Lloyd                    | 1885. március 27.              | 1888. január 11.               |                                   | | nem volt                       | nem volt                       |
| 41                             |                                | Elihu Emory Jackson            | 1888. január 11.               | 1892. január 13.               |                                   | | nem volt                       | nem volt                       |
| 42                             | Brown                          | Frank Brown                    | 1892. január 13.               | 1896. január 8.                |                                   | | nem volt                       | nem volt                       |
| 43                             | Lowndes                        | Lloyd Lowndes, Jr.             | 1896. január 8.                | 1900. január 10.               |                                   | Az Amerikai Egyesült Államok Kongresszusának tagja (1873–1875) | nem volt                       | nem volt                       |
| 44                             | Smith                          | John Walter Smith              | 1900. január 10.               | 1904. január 13.               |                                   | Az Amerikai Egyesült Államok Kongresszusának tagja (1899–1900) Az Amerikai Egyesült Államok szenátusának tagja (1908–1921) | nem volt                       | nem volt                       |
| 45                             | Warfield                       | Edwin Warfield                 | 1904. január 13.               | 1908. január 8.                |                                   | | nem volt                       | nem volt                       |
| 46                             | Crothers                       | Austin Lane Crothers           | 1908. január 8.                | 1912. január 10.               |                                   | | nem volt                       | nem volt                       |
| 47                             |                                | Phillips Lee Goldsborough      | 1912. január 10.               | 1916. január 12.               |                                   | Az Amerikai Egyesült Államok szenátusának tagja (1929–1935) | nem volt                       | nem volt                       |
| 48                             | Harrington                     | Emerson C. Harrington          | 1916. január 12.               | 1920. január 14.               |                                   | | nem volt                       | nem volt                       |
| 49                             | Ritchie                        | Albert C. Ritchie              | 1920. január 14.               | 1935. január 9.                |                                   | | nem volt                       | nem volt                       |
| 50                             | Nice                           | Harry W. Nice                  | 1935. január 9.                | 1939. január 11.               |                                   | | nem volt                       | nem volt                       |
| 51                             | O'Conor                        | Herbert R. O'Conor             | 1939. január 11.               | 1947. január 3.                |                                   | Az Amerikai Egyesült Államok szenátusának tagja (1947–1953) | nem volt                       | nem volt                       |
| 52                             |                                | William Preston Lane, Jr.      | 1947. január 3.                | 1951. január 10.               |                                   | | nem volt                       | nem volt                       |
| 53                             |                                | Theodore R. McKeldin           | 1951. január 10.               | 1959. január 14.               |                                   | | nem volt                       | nem volt                       |
| 54                             |                                | J. Millard Tawes               | 1959. január 14.               | 1967. január 25.               |                                   | | nem volt                       | nem volt                       |
| 55                             | Agnew                          | Spiro Agnew                    | 1967. január 25.               | 1969. január 7.                |                                   | Az Amerikai Egyesült Államok 39. alelnöke (1969-1973) | nem volt                       | nem volt                       |
| 56                             | Mandel                         | Marvin Mandel                  | 1969. január 7.                | 1979. január 17.               |                                   | | Blair Lee III (1971-1979)      |                                |
|                                |                                | Blair Lee III(ügyvezetőként)   | 1977. június 4.                | 1979. január 15.               |                                   | | nem volt                       | nem volt                       |
| 57                             | Hughes                         | Harry Hughes                   | 1979. január 17.               | 1987. január 20.               |                                   | | Samuel W. Bogley (1979-1983)   |                                |
| 57                             | Hughes                         | Harry Hughes                   | 1979. január 17.               | 1987. január 20.               | J. Joseph Curran, Jr. (1983-1987) | |                                |                                |
| 58                             | Schaefer                       | William Donald Schaefer        | 1987. január 20.               | 1995. január 18.               |                                   | | Melvin A. Steinberg            |                                |
| 59                             |                                | Parris N. Glendening           | 1995. január 18.               | 2003. január 15.               |                                   | | Kathleen Kennedy Townsend      |                                |
| 60                             | Ehrlich                        | Robert L. Ehrlich, Jr.         | 2003. január 15.               | 2007. január 17.               |                                   | Az Amerikai Egyesült Államok Kongresszusának tagja (1995–2003) | Michael S. Steele              |                                |
| 61                             | O'Malley                       | Martin J. O'Malley             | 2007. január 17.               | 2015. január 21.               |                                   | | Anthony G. Brown               |                                |
| 62                             |                                | Lawrence J. Hogan, Jr.         | 2015. január 21.               | 2023. január 18.               |                                   | | Boyd Rutherford                |                                |
| 63                             |                                | Wes Moore                      | 2023. január 18.               | Hivatalban                     |                                   | | Aruna Miller                   |                                |